# Georges d'Oultremont
Georges Albert Ferdinand Paul Marie Ghislain d'Oultremont (Den Haag, 4 april 1916 – Namen, 13 april 1993) was een Belgische verzetsstrijder tijdens de Tweede Wereldoorlog.
Hij werd lid van het Belgisch leger in juli 1939 als reserve-officier. Op 28 mei 1940 werd hij gevangengenomen en terug vrijgelaten in juli.
D'Oultremont was betrokken bij de Comète, een ontsnappingsroute van Brussel naar Parijs. Nadat zijn naam bekend werd bij de Gestapo sloeg hij op de vlucht en op 6 december 1942 bereikte hij Spanje. Hij trok vervolgens via Gibraltar naar Groot-Brittannië waar hij een militaire opleiding kreeg, onder meer als parachutist.
Op 21 oktober 1943 werd hij samen met de Canadees Conrad LaFleur gedropt nabij het Franse dorp Fismes. Ze hadden de opdracht terug contact te leggen met de leden van de komeetlijn, en om neergeschoten piloten te verbergen in de bossen, omdat het te gevaarlijk werd om nog naar Spanje te vluchten. Omdat veel van zijn medestanders werden gearresteerd, vluchtte hij desondanks opnieuw naar Spanje, waar hij op 14 februari 1944 in Pamplona huisarrest kreeg. Op 20 maart 1944 werd het arrest opgeheven, en trok hij opnieuw via Gibraltar naar Engeland waar hij aankwam op 4 april.
Op 30 juni 1944 werden hij, als lid van de Belgische parachutisten onder leiding van Eddy Blondeel, ingezet bij de bevrijding van Bayeux.  Op 28 augustus 1944 werd hij gedropt nabij Godinne in de Belgische Ardennen, waar hij actief bleef tot 13 januari 1945, waarna hij met de geallieerde legers Duitsland binnentrok en bij het leger bleef tot de dag van de capitulatie op 8 mei 1945.
Graaf d'Oultremont ontving een bronzen Medal of Freedom van de Verenigde Staten voor zijn activiteiten in de Tweede Wereldoorlog.